# О’Коннор, Джеймс
Джеймс Кевин Мэттью О’Коннор (англ. James Kevin Matthew O’Connor; 1 сентября 1979, Дублин, Ирландия) — ирландский футболист, выступавший на позиции полузащитника. Известен по выступлениям за «Сток Сити», «Бернли» и «Шеффилд Уэнсдей». Директор по развитию футбольного клуба «Луисвилл Сити».

## Карьера

### Клубная карьера
Джеймс родился в Дублине, где начинал заниматься футболом, в 1994 году его заприметили скауты английского клуба «Сток Сити», которые пригласили его заниматься в академии клуба. В 1996 году подписывает свой первый профессиональный контракт. Дебютировал в составе основной команды в матче против клуба «Блэкпул» в сезоне 1998/99 второго дивизиона Футбольной лиги, выйдя на замену вместо Грэма Кавана.

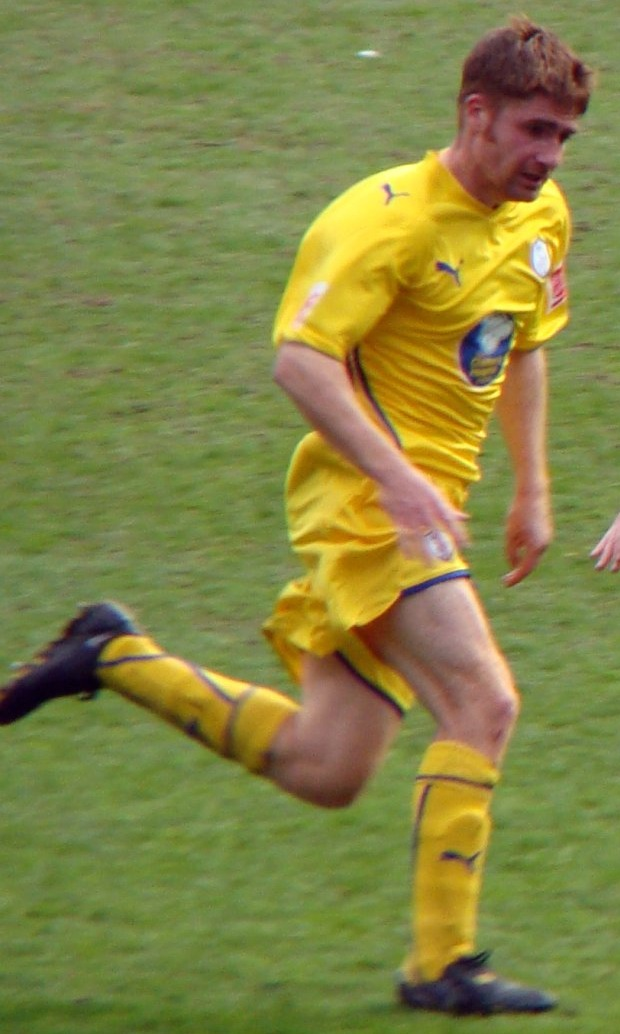
О’Коннор в составе «Шеффилд Уэнсдей» (2009 год)

В сезоне 1999/2000 становится игроком основного состава при тренере Гари Мегсоне, остаётся им и при Гудьоне Тодарсоне. В этом сезоне он забил 8 мячей в 55 матчах, добравшись с клубом до плей-офф Второго дивизиона, где уступили клубу «Джиллингем», в финале Трофея Футбольной лиги победили со счётом 2:1 «Бристоль Сити», также был признан болельщиками игроком сезона.
В сезоне 2000/01 провёл за клуб 54 матча, забив 10 голов, и снова уступили в плей-офф клубу «Уолсолл». В сезоне 2001/02 провёл 50 матчей и наконец завоевал с клубом право выступления в Первом дивизионе, одолев в финале плей-офф клуб «Брентфорд». В сезоне 2002/03 клуб «Сток Сити» боролся за выживание в Первом дивизионе, О’Коннор выходил на поле 47 раз и в конце сезона решил не продлевать контракт.
Летом 2003 года переходит в клуб «Вест Бромвич Альбион» за £250 тыс. Дебютировал в составе клуба в матче с «Уолсоллом», проигранном 4:1, в сезоне 2003/04 помог клубу выйти в Премьер-лигу, отыграв в 36 матчах. В следующем сезоне был отдан в аренду клубу «Бернли» на три месяца, впечатлив своего тренера Стива Коттерилла и болельщиков, «Бернли» выкупил Джеймса за £175 тыс.
В «Бернли» О’Коннор становится игроком основного состава, но после увольнения Стива Коттерилла в сезоне 2007/08 и прихода Оуэна Койла теряет место в составе. В мае 2008 года клуб отзывает предложение о продлении контракта с Джеймсом.
27 июня 2008 года О’Коннор переходит в клуб «Шеффилд Уэнсдей» как свободный агент по Правилу Босмана. В 2009—2010 гг. учится в бизнес-школе Уорикского университета.
В январе 2011 года переходит в клуб USL Pro «Орландо Сити». В 2013 году назначен играющим тренером.

### Международная карьера
О’Коннор выступал за сборную Ирландии до 21 года.

### Тренерская карьера
Джеймс обладает лицензией UEFA Pro.
В июне 2014 года было объявлено, что клуб USL Pro «Орландо Сити» переедет в Луисвилл, где со следующего года будет выступать как «Луисвилл Сити», а главным тренером нового клуба станет О’Коннор. Под руководством О’Коннора «Луисвилл Сити» выиграл чемпионат USL сезона 2017.
29 июня 2018 года клуб MLS «Орландо Сити» объявил о назначении О’Коннора на должность главного тренера. В оставшейся части сезона 2018 клуб смог выиграть только в двух матчах из 17-ти. 7 октября 2019 года О’Коннор был уволен, после того как в сезоне 2019 «Орландо Сити» финишировал на 11-м месте в Восточной конференции, вновь не сумев пробиться в плей-офф.

#### Тренерская статистика
| Команда       | начало работы | окончание работы | статистика | статистика | статистика | статистика | статистика | статистика |
| Команда       | начало работы | окончание работы | М          | В          | Н          | П          | Поб. %     | Ссылка     |
| ------------- | ------------- | ---------------- | ---------- | ---------- | ---------- | ---------- | ---------- | ---------- |
| Луисвилл Сити | 1 января 2015 | 2 июля 2018      | 125        | 71         | 28         | 26         | 056,80     | [ 18 ]     |
| Орландо Сити  | 3 июля 2018   | 7 октября 2019   | 56         | 13         | 14         | 29         | 023,21     |            |
| Итого         | Итого         | Итого            | 122        | 70         | 27         | 25         | 057,38     | —          |

## Достижения

### Как игрока
Командные
 Сток Сити
- Обладатель Трофея Футбольной лиги: 1 (2000)

 Орландо Сити
- Чемпион USL Pro: 1 (2013)

### Как тренера
Командные
 Луисвилл Сити
- Чемпион United Soccer League: 1 (2017)

## Личная жизнь
У Джеймса есть два брата футболиста — Дэнни и Кевин.